# Tanatchivia hradskyi
Tanatchivia hradskyi là một loài ruồi trong họ Asilidae. Tanatchivia hradskyi được Tomasovic & Smets miêu tả năm 2007. Loài này phân bố ở miền Ấn Độ - Mã Lai.